# Breganze Cabernet
Il Breganze Cabernet è un vino DOC la cui produzione è consentita nella provincia di Vicenza.

## Caratteristiche organolettiche
- colore: rosso rubino scuro con riflessi granati.
- odore: molto intenso, gradevole, caratteristico.
- sapore: asciutto, robusto, giustamente tannico, con o senza presenza gradevole di legno.

## Produzione
Provincia, stagione, volume in ettolitri
- Vicenza  (1990/91)  3125,65
- Vicenza  (1991/92)  3694,86
- Vicenza  (1992/93)  4315,13
- Vicenza  (1993/94)  4422,02
- Vicenza  (1994/95)  4022,73
- Vicenza  (1995/96)  4033,31
- Vicenza  (1996/97)  3764,22